# Mique
La mique est un plat à base de céréales proche du pain, dont la recette peut fortement varier localement, mais qui a pour caractéristique commune un appareil compact poché dans un bouillon.
Selon les recettes, la mique est accompagnée de ragoût, de viande de porc salée cuite au bouillon, de confit de canard grillé, etc. Ce plat est de tradition dans le Limousin, le Périgord et le Quercy.

## Terminologie
Le terme mique provient probablement de l'Occitan mica  qui signifie mie.
Mais les différentes variantes du plat sont aussi connues selon les zones géographiques, parfois très proches, sous d'autres appellations telles que farce dure, farçun, far ou far levé.
Il peut y avoir confusion des termes, car dans des zones plus éloignées les termes farce dure, ou farcidure, tout comme farçun, peuvent désigner des plats très différents. Ces termes sont pourtant utilisés traditionnellement pour désigner la mique, notamment dans certaines localités du Haut Quercy ou dans la région de Beaulieu-sur-Dordogne en Corrèze.

## Histoire
D'une origine paysanne semble-t-il attestée depuis le Moyen-âge, la tradition de la mique a été transmise de génération en génération, avec des particularités dans chaque région et parfois dans chaque famille. Sa préparation semble liée à l'usage du four, qu'il soit banal ou communautaire, dans les villages. Entre deux chauffes du four, il pouvait arriver qu'une famille manque de pain ; c'est alors que la maîtresse de maison pouvait cuire une mique au bouillon, donc quasiment du pain, pour faire le joint.

## Préparation
Les multiples recettes de mique, au sens large, diffèrent par leurs ingrédients de base : farine de froment ou de maïs, éventuel mélange des deux, présence possible de farine de sarrasin, œufs, lait, beurre, graisse de canard, lardons, vieux pain en cubes, levure de boulanger, levure Alsacienne, levain naturel, etc. Il existe des recettes dans lesquelles l'appareil est coulé dans une carcasse de volaille : On parle alors de far accoudé. Il existe aussi des formulations où l'on enserre la pâte dans un linge pendant la cuisson : généralement, il s'agit des recettes à base de maïs, que l'on pourrait apparenter au Milhàs ou à la Polenta.
Elle est consommée le plus souvent avec du petit salé (plat de côte de porc demi-sel) en basse Corrèze, Quercy et Périgord noir (Sarlat et environs).